# Websweiler
Websweiler (im örtlichen Dialekt Webbswiller) ist ein Ortsteil von Jägersburg, das wiederum ein Stadtteil der saarpfälzischen Kreisstadt Homburg im Saarland ist. Der Ort liegt zwischen Altbreitenfelderhof und Höchen auf dem Höcherberg.

## Geschichte
Erste geschichtliche Spuren fanden sich in Websweiler aus der Römerzeit. Vermutlich stand damals in der Nähe des Ortes eine Villa rustica. Im 12. Jahrhundert siedelten sich im heutigen Websweiler Mönche an. Eine Urkunde von 1152 belegt eine Außenstelle des Klosters Wadgassen in „Woppenswilre“ (Websweiler). Der Hof brannte vermutlich um 1635 völlig ab, wird aber 1702 wieder erwähnt.
1895 wurde auf 100 ha des Hofgutes eine „Kolonie“ für Bergleute der Gruben Frankenholz und Nordfeld errichtet. Im Volksmund der benachbarten Orte hat sich bis heute das Wort „Kolonie“ für Websweiler erhalten. Nach dem Zweiten Weltkrieg siedelten sich in der „Kolonie“ Websweiler hauptsächlich wieder Bergleute der benachbarten Grube Frankenholz an, was einen Anstieg der Einwohnerzahl zur Folge hatte.

## Vereine
Es gibt einen Schützenverein.

## Sonstiges
Der Ort hat einen eigenen Friedhof und eine private Wetterstation.